# جولیا باترز
جولیا باترز (به انگلیسی: Julia Butters)(زاده ۱۵ آوریل ۲۰۰۹) بازیگر خردسال آمریکایی است. او برای بازی در نقش ترودی فریزر در فیلم روزی روزگاری در هالیوود اثر کوئنتین تارانتینو مورد تحسین منتقدان قرار گرفت. همچنین از سال ۲۰۱۶ تا ۲۰۲۰ در نقش آنا-کت اوتو (به انگلیسی: Anna-Kat Otto) در سریال کمدی زن خانه‌دار آمریکایی پخش شده از شبکه ای‌بی‌سی بازی کرد.

## اوایل زندگی
باترز در لس آنجلس، کالیفرنیا زاده شد. پدرش یکی از پویاگرهای شرکت والت دیزنی است که بر روی فیلم‌هایی مانند یخ‌زده و رالف اینترنت را خراب می‌کند کار کرده‌است.

## حرفه
جولیا باترز کار خود را از سن دو سالگی با حضور در تبلیغات تجاری آغاز کرد. اولین نقش ناطق او، شخصیت گابی در اپیزودی به همین نام از سریال ذهن‌های جنایتکار بود. در سال ۲۰۱۶ نیز برای هشت قسمت، در نقش الا (به انگلیسی: Ella) در سریال شفاف محصول پرایم ویدئو حضور پیدا کرد. سپس در همان سال، او شروع به بازی در سریال کمدی زن خانه‌دار کرد و در نقش آنا-کت اوتو ظاهر شد.
زمانی که کوئنتین تارانتینو مشغول نوشتن فیلمنامهٔ نهمین فیلمش روزی روزگاری در هالیوود بود، باترز را در تلویزیون دید و سپس او را برای نقش ترودی فریزر -بازیگر خردسال- انتخاب کرد. پس از اینکه برای این نقش مورد تحسین منتقدان قرار گرفت، بنابر تصمیم او و تیم مدیریتش مبنی بر دنبال کردن فرصت‌های مشابه، بعد از چهار فصل، سریال زن خانه‌دار را ترک کرد. ژیزل آیزنبرگ (به انگلیسی: Giselle Eisenberg) ستاره سابق کمدی موقعیت زندگی در تکه‌ها جایگزین او در این سریال شد.
در سال ۲۰۲۰ باترز در فیلم مرد خاکستری محصول نتفلیکس بازی کرد. همچنین در ۱۵ ژوئن ۲۰۲۱ اعلام شد که او برای فیلم فبلمنز -فیلم نیمه‌زندگی‌نامه‌ای استیون اسپیلبرگ- در نقش آن فبلمن (به انگلیسی: Anne Fabelman) -شخصیتی بر اساس خواهر اسپیلبرگ- انتخاب شده‌است.